# ديفيد مارك (روائي)
ديفيد مارك (بالإنجليزية: David Mark)‏ (28 ديسمبر 1977)؛ صحفي وروائي بريطاني.